# Aeroporto Internacional de Manas
O Aeroporto Internacional de Manas é o principal aeroporto internacional do Quirguistão. Se localiza em Bisqueque, capital do país.

## Características
Além de ser um aeroporto comercial, abriga também um cemitério de aviões nas proximidades.

## Destinos
| Empresa aérea           | Destino |  |
| ----------------------- | --- |  |
| Aeroflot                | Moscou (Sheremetyevo) |  |
| Anikay Air              | Sharjah |  |
| Avialeasing             | |  |
| BMI                     | Londres (Heathrow) |  |
| China Southern Airlines | Ürümqi |  |
| Hainan Airlines         | Pequim |  |
| Iran Aseman Airlines    | Mashhad, Tehran |  |
| Itek Air                | Moscou (Domodedovo) Ürümqi |  |
| KrasAir                 | Krasnoyarsk |  |
| Kyrgyzstan              | Almaty Dubai Dushanbe Ekaterinburg Frankfurt (suspended) Hanôver (suspended) Jalal-Abad Kazarman Kerben Moscow (Domodedovo) Novosibirsk Osh Tashkent |  |
| Kyrgyzstan Airlines     | Delhi Dushanbe Ekaterinburg Jalal-Abad Moscow (Domodedovo) Novosibirsk Osh Sharjah Ürümqi                                                            |  |
| Rossiyaa                | St. Petersburg |  |
| S7 Airlines             | Novosibirsk |  |
| Tajik Air               | Dushanbe |  |
| Turkish Airlines        | Istanbul (Atatürk) |  |
| Uzbekistan Airways      | Tashkent |  |

## Acidentes
- Voo Iran Aseman Airlines 6895